# Alexis Flips
Alexis Laurent Patrice Roge Flips (Villeneuve-d'Ascq, 18 de enero de 2000) es un futbolista francés que juega de delantero en el R. S. C. Anderlecht de la Primera División de Bélgica.

## Trayectoria
Canterano del Lille O. S. C., fue cedido al A. C. Ajaccio el 19 de agosto de 2019. Debutó como profesional con el Ajaccio en una victoria por 1-0 en la Ligue 2 contra el Paris F. C. el 23 de agosto de 2019. El 5 de octubre de 2020 fue traspasado al Stade de Reims.

## Selección nacional
Es internacional juvenil con Francia. Representó a la Francia sub-17 en la Copa Mundial de Fútbol Sub-17 de 2017.

## Estadísticas

### Clubes
Actualizado al último partido disputado el 29 de octubre de 2024.
| Club                            | Div.          | Temporada     | Liga  | Liga  | Liga   | Copas nacionales | Copas nacionales | Copas nacionales | Copas internacionales | Copas internacionales | Copas internacionales | Total | Total | Total  |
| Club                            | Div.          | Temporada     | Part. | Goles | Asist. | Part.            | Goles            | Asist.           | Part.                 | Goles                 | Asist.                | Part. | Goles | Asist. |
| ------------------------------- | ------------- | ------------- | ----- | ----- | ------ | ---------------- | ---------------- | ---------------- | --------------------- | --------------------- | --------------------- | ----- | ----- | ------ |
| Lille O. S. C. II Francia       | 4.ª           | 2016-17       | 2     | 0     | 0      | —                | —                | —                | —                     | —                     | —                     | 2     | 0     | 0      |
| Lille O. S. C. II Francia       | 4.ª           | 2017-18       | 22    | 4     | 0      | —                | —                | —                | —                     | —                     | —                     | 22    | 4     | 0      |
| Lille O. S. C. II Francia       | 4.ª           | 2018-19       | 24    | 5     | 0      | —                | —                | —                | —                     | —                     | —                     | 24    | 5     | 0      |
| A. C. Ajaccio II Francia        | 5.ª           | 2019-20       | 4     | 0     | 0      | —                | —                | —                | —                     | —                     | —                     | 4     | 0     | 0      |
| A. C. Ajaccio II Francia        | Total club    | Total club    | 4     | 0     | 0      | 0                | 0                | 0                | 0                     | 0                     | 0                     | 4     | 0     | 0      |
| A. C. Ajaccio Francia           | 2.ª           | 2019-20       | 13    | 0     | 1      | 2                | 0                | 0                | —                     | —                     | —                     | 15    | 0     | 1      |
| A. C. Ajaccio Francia           | Total club    | Total club    | 13    | 0     | 1      | 2                | 0                | 0                | 0                     | 0                     | 0                     | 15    | 0     | 1      |
| Lille O. S. C. II Francia       | 5.ª           | 2020-21       | 3     | 1     | 0      | —                | —                | —                | —                     | —                     | —                     | 3     | 1     | 0      |
| Lille O. S. C. II Francia       | Total club    | Total club    | 51    | 10    | 0      | 0                | 0                | 0                | 0                     | 0                     | 0                     | 51    | 10    | 0      |
| Stade de Reims II Francia       | 4.ª           | 2020-21       | 2     | 1     | 0      | —                | —                | —                | —                     | —                     | —                     | 2     | 1     | 0      |
| Stade de Reims II Francia       | 4.ª           | 2021-22       | 2     | 0     | 0      | —                | —                | —                | —                     | —                     | —                     | 2     | 0     | 0      |
| Stade de Reims II Francia       | Total club    | Total club    | 4     | 1     | 0      | 0                | 0                | 0                | 0                     | 0                     | 0                     | 4     | 1     | 0      |
| Stade de Reims Francia          | 1.ª           | 2020-21       | 2     | 1     | 0      | 0                | 0                | 0                | —                     | —                     | —                     | 2     | 1     | 0      |
| Stade de Reims Francia          | 1.ª           | 2021-22       | 25    | 2     | 4      | 3                | 0                | 0                | —                     | —                     | —                     | 28    | 2     | 4      |
| Stade de Reims Francia          | 1.ª           | 2022-23       | 33    | 4     | 6      | 2                | 2                | 0                | —                     | —                     | —                     | 35    | 6     | 6      |
| Stade de Reims Francia          | Total club    | Total club    | 60    | 7     | 10     | 5                | 2                | 0                | 0                     | 0                     | 0                     | 65    | 9     | 10     |
| R. S. C. Anderlecht · Bélgica   | 1.ª           | 2023-24       | 12    | 0     | 0      | 1                | 0                | 0                | —                     | —                     | —                     | 13    | 0     | 0      |
| Ankaragücü Turquía              | 1.ª           | 2023-24       | 10    | 0     | 1      | 2                | 0                | 0                | ―                     | ―                     | ―                     | 12    | 0     | 1      |
| Ankaragücü Turquía              | Total club    | Total club    | 10    | 0     | 1      | 2                | 0                | 0                | 0                     | 0                     | 0                     | 12    | 0     | 1      |
| R. S. C. Anderlecht · Bélgica   | 1.ª           | 2024-25       | 1     | 0     | 0      | —                | —                | —                | —                     | —                     | —                     | 1     | 0     | 0      |
| R. S. C. Anderlecht · Bélgica   | Total club    | Total club    | 1     | 0     | 0      | 0                | 0                | 0                | 0                     | 0                     | 0                     | 1     | 0     | 0      |
| Royal Charleroi S. C. · Bélgica | 1.ª           | 2024-25       | 6     | 0     | 0      | 1                | 0                | 0                | ―                     | ―                     | ―                     | 7     | 0     | 0      |
| Royal Charleroi S. C. · Bélgica | Total club    | Total club    | 6     | 0     | 0      | 1                | 0                | 0                | 0                     | 0                     | 0                     | 7     | 0     | 0      |
| Total carrera                   | Total carrera | Total carrera | 161   | 18    | 12     | 11               | 2                | 0                | 0                     | 0                     | 0                     | 172   | 20    | 12     |